# Атеф Седкі
Атеф Мухаммед Наґіб Седкі (араб. عاطف محمد نجيب صدقى; 29 серпня 1930 — 25 лютого 2005) — єгипетський політичний діяч, прем'єр-міністр Єгипту від 1986 до 1996 року.